# Clint Houston
Clinton Joseph „Clint“ Houston (* 24. Juni 1946 in New Orleans, Louisiana; † 6. Juni 2000 in New York) war ein amerikanischer Bassist und Komponist des Modern Jazz.

## Leben und Wirken
Houston, der aus einer musikalischen Familie stammt, wuchs in Washington, D.C. und ab 1953 in New York City auf, wo er zunächst Klavierunterricht hatte, bevor er in der Highschool zum Bass wechselte. Er hatte Auftritte mit seiner eigenen Band und spielte mit seinen Freunden George Cables, Lenny White sowie mit Charles Sullivan und Billy Cobham in Jamsessions, bevor er zunächst Kunst und Architektur und dann am Queens College Musik studierte. Von 1964 bis 1966 nahm er Privatstunden bei Ron Carter. Dann gehörte er mit Cables und White zur Hausband im Slug’s Saloon und trat mit Musikern wie Julian Priester, Curtis Fuller, Jimmy Owens, Joe Newman oder Freddie Hubbard auf.
Ab 1969 spielte er bei Nina Simone sowie Roy Haynes und bildete mit Dave Liebman und Richie Beirach die Formation Free Life Communications, bevor er 1971 in die Band von Roy Ayers eintrat. Mit diesem spielte er auf dem Montreux Jazz Festival und war an den Aufnahmen zum Album Red, Green and Black beteiligt. Kurzzeitig lebte er in Deutschland, wo er 1972 bei Kurt Edelhagen engagiert war.
Anschließend spielte er bis 1975 bei Charles Tolliver, mit dem er auch in Japan gastierte, bevor er bis 1977 in Kalifornien der Gruppe von Stan Getz angehörte (zu hören auf The Best of Both Worlds und Getz/Gilberto ’76) und auch mit Kai Winding zusammenarbeitete. 1977 kehrte er nach New York zurück, wo er bis 1979 bei Woody Shaw („Sunshowers“) spielte, aber auch bei Joanne Brackeen, der er bis 1986 verbunden blieb.
Von 1989 an arbeitete Houston mehrere Jahre bei Louis Hayes, trat aber auch mit McCoy Tyner und George Coleman auf. Weiterhin nahm er mit Onaje Allan Gumbs, Pepper Adams, Slide Hampton, Roland Hanna, Gary Bartz, John Hicks, Hamiet Bluiett, John Stubblefield, Frank Foster, John Scofield und vielen anderen auf.

## Diskographische Hinweise
- Watership Down (Storyville Records, 1978, mit Joanne Brackeen)
- Inside the Plain of the Elliptic (Timeless Records, 1979)
- Charles Tolliver: Live at the Captain’s Cabin (Real to Reel, ed. 2024)

## Lexigraphische Einträge
- Leonard Feather, Ira Gitler: The Biographical Encyclopedia of Jazz. Oxford University Press, New York 1999, ISBN 0-19-532000-X.
- Martin Kunzler: Jazz-Lexikon. Band 1: A–L (= rororo-Sachbuch. Bd. 16512). 2. Auflage. Rowohlt, Reinbek bei Hamburg 2004, ISBN 3-499-16512-0.
- The New Grove Dictionary of Jazz.